# Artoria schizocoides
Artoria schizocoides is een spinnensoort in de taxonomische indeling van de wolfspinnen (Lycosidae).
Het dier behoort tot het geslacht Artoria. De wetenschappelijke naam van de soort werd voor het eerst geldig gepubliceerd in 2007 door Volker W. Framenau & Hebets.